# Burmeistera nuda
Burmeistera nuda är en klockväxtart som först beskrevs av Franz Elfried Wimmer, och fick sitt nu gällande namn av Franz Elfried Wimmer. Burmeistera nuda ingår i släktet Burmeistera och familjen klockväxter.
Artens utbredningsområde är Colombia. Inga underarter finns listade i Catalogue of Life.